# 別川俊介
別川 俊介（べつかわ しゅんすけ、1954年5月9日 - ）は、日本の経営者。住友重機械工業社長、会長を務めた。

## 経歴・人物
石川県出身。金沢大学教育学部附属高等学校卒業。1978年に京都大学法学部を卒業し、同年に住友重機械工業に入社した。2007年に取締役に就任し、2010年に副社長を経て、2013年4月に社長に就任。2019年4月から会長を務めた。